# セグウェイ

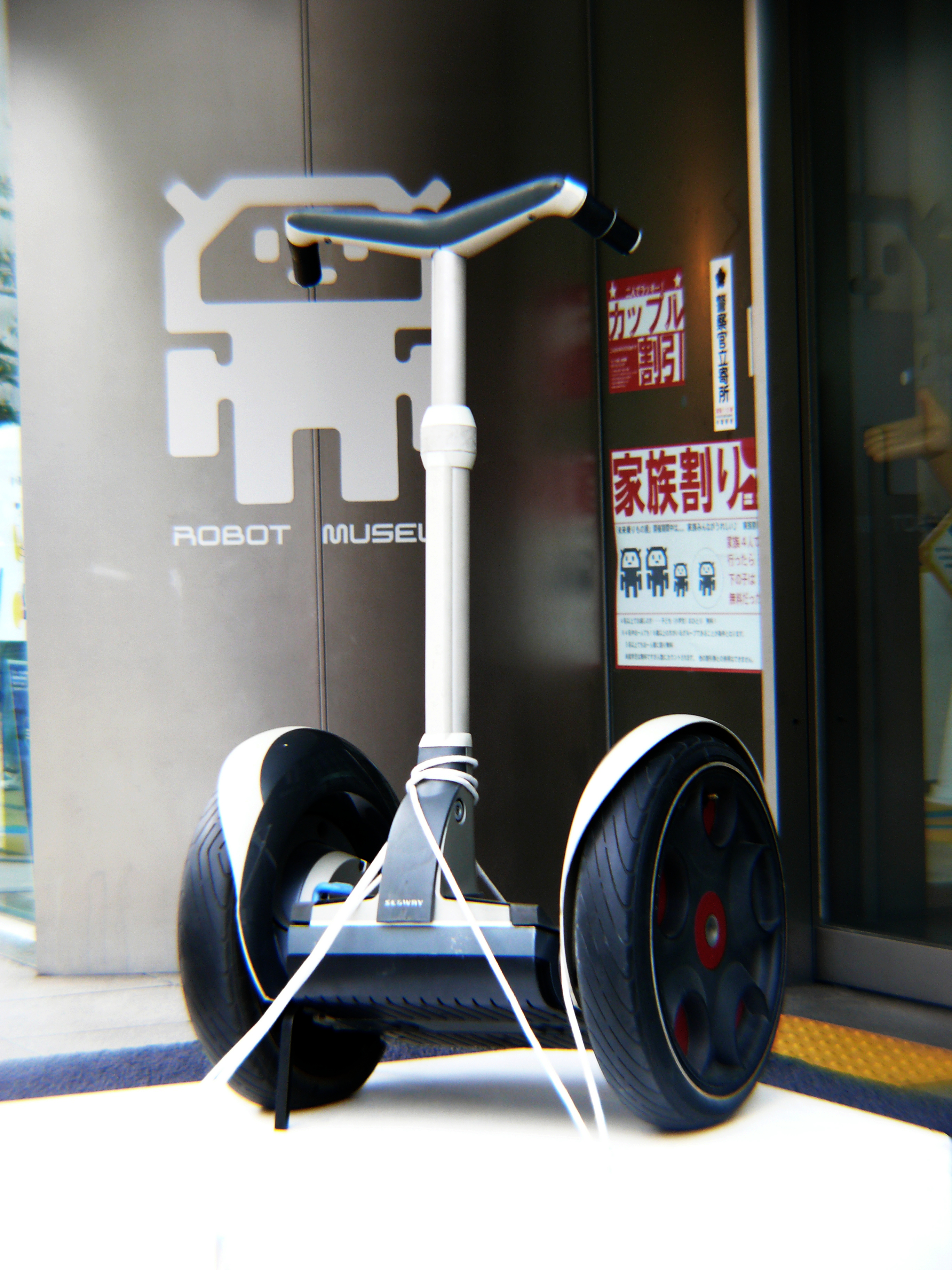
ロボットミュージアム in 名古屋にて展示されたセグウェイHT（2007年）

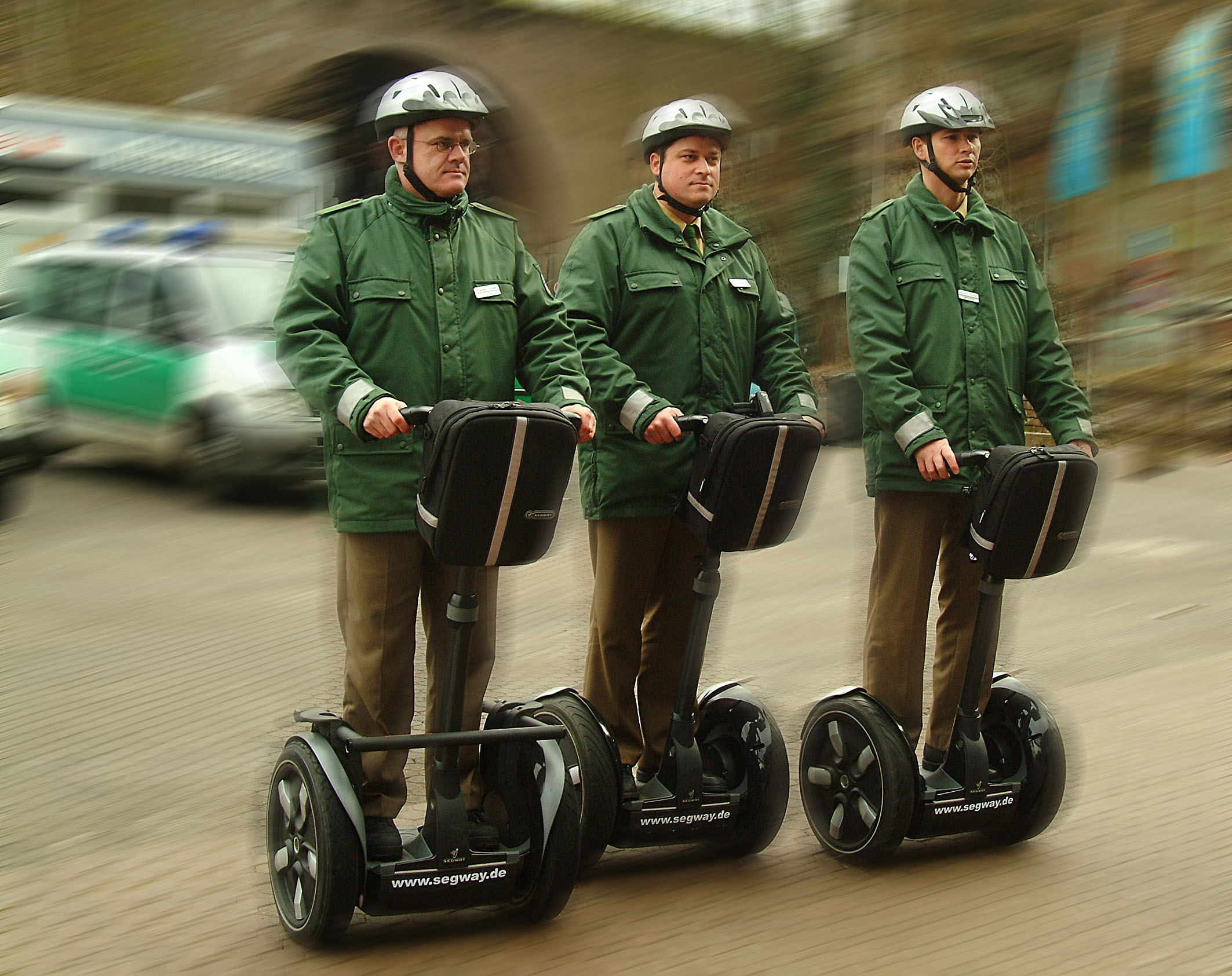
ザールブリュッケンの警察官によるセグウェイPTの運用試験（2006年）

セグウェイ (英: Segway Personal Transporter, Segway PT) とは、アメリカの発明家ディーン・ケーメンを中心に開発され、Segway Inc.によって販売された電動二輪車。
立ち乗りで、車輪が2つ並んだ「並行二輪車」の一種である。アクセルハンドルなどを備えず、操縦は乗り手が体重移動によって行うという特徴がある。バッテリーを搭載し電動で動く。名称は音楽用語の「Segue」に由来し「ある状態からなめらかに移行する」といった意味とした。またロゴマークは直立した人間が風を切って走る形を図案化した。

## 歴史

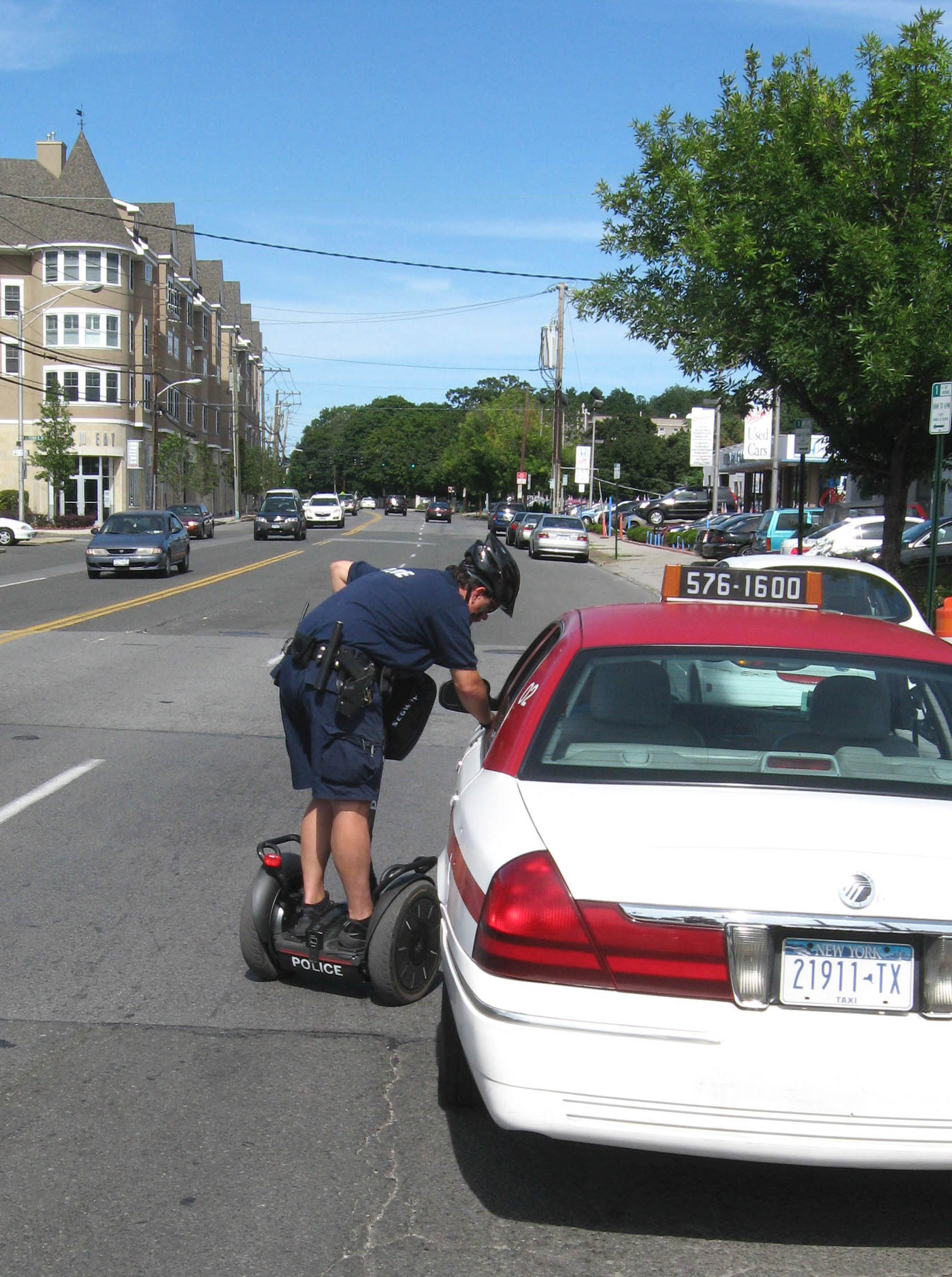
セグウェイでパトロール中のニューヨークの警察官（2008年）。

平行二輪車の技術はケーメンが「フレッド」の名で開発していた高機能車椅子iBOTから派生したものである。アメリカでiBOTの認可がなかなか下りないためにセグウェイの販売を先行させたとされる。
秘密裏の開発と期待の肥大化
初期モデル (Segway HT) 開発時のコードネームは「ジンジャー」 (Ginger)だった。2001年12月の発表以前は、その実体は極秘とされていた。その上で実物を見たビル・ゲイツ、スティーブ・ジョブズ、ジェフ・ベゾスといったIT界の著名人達が「人間の移動形態を変える革命的な製品」と絶賛した。
そのため、正体不明の「ジンジャー」に対する米マスコミの期待は過熱し、マスコミはこぞって正体不明の「ジンジャー」の話題をさかんに伝えた。ケーメンの持つ特許に関する情報からの、ほぼ正しい予想も少数ながらあったものの、他方で「空中に浮かぶスケートボード」「タイムマシン」といった過大な予想も多かった。

マーケティング分析の失敗と販売低迷
発売当初の価格は、Amazon.comで5,000ドル、日本円で約60万円だった。当初、「米国で100万台を販売した後に世界進出」が目標とされていたが、この高価格がネックとなり販売は低迷。実際の3年間の販売数はわずか約6,000台に留まった。
ガソリンを使わない移動手段なので、発売当時は「環境にやさしい近距離圏の車」といった訴求点をアピールした。しかし、車両としては最高速度が19km/hでは遅すぎるし小さすぎる、歩行の代わりとしては自転車があるといった矛盾が指摘された。
米国では肥満が社会問題化しており、このような高価格製品を購入できる層は歩行やジョギングを重視しているのでセグウェイを買う気にはならず、セグウェイ社はターゲット層を見誤った、とする分析が、コトラーなどマーケティングの専門家によってなされている。

主な購入者はセグウェイ社が当初設定したターゲット層ではなかった。アメリカの一部の地域の警察や郵便局に無料で貸し出された後、その機動力や 乗り手が周囲とコミュニケーションしやすいことが評価されて、各地の警察や民間警備会社などで正式に導入された。米国では歩道での乗り物の走行を禁じているサンフランシスコのように、セグウェイの公道利用を認めていない自治体も一部あるものの、多くの州で歩道で一部の乗り物の走行が可能な法体系となっている。加えて、日本と違って自転車道の整備も進んでいるので、こうした導入がすんなり可能となった。
2004年時点ではアメリカ航空宇宙局で国防高等研究計画局の協力のもと、セグウェイを応用して開発中の宇宙用ロボット（ロボノート）を移動させる研究も行われていた。

転倒の多発とイメージの悪化
当時の米大統領だったブッシュも購入し、父親のブッシュ元大統領にも誕生日プレゼントとしてセグウェイを贈った。その大統領が休暇中、電源投入後で起動準備中のセグウェイに搭乗しようとして転びそうになった場面がテレビで放映された事でセグウェイの製品イメージが悪化し、売上を落とす一因となった。
大統領は2005年11月16日の日米首脳会談でもセグウェイを日本の小泉首相（当時）にプレゼントし、翌12月には官邸をセグウェイで走る首相の様子が報道された。
2006年9月には転倒の危険性を伴うソフトウェアの不具合が発見された事により、新機種のi2を含むそれまでに販売された全車両に対するリコールが行われた。なお、日本で2006年10月から総代理店が販売しているものについては該当しない。

持ち込み場所をめぐる訴訟
アメリカでは身体障害者の移動手段にも利用されている。一方、ディズニーワールドでは、アメリカ食品医薬品局から車椅子として認可されていないことを理由に、セグウェイの乗り入れを禁止している。その解除を求めた3名が2007年11月に訴訟を起こし、セグウェイ社もディズニーに対する異議を唱えた。しかし、2009年10月にオーランド地方裁判所は原告の訴えを棄却した。ただし、持ち込みは禁止であるものの来園者向けのアトラクションとしてセグウェイツアーを提供している。

セグウェイ社の身売り
2009年12月、セグウェイ社はイギリスの資産家・起業家であるジミ・ヘゼルデンに買収された。
2010年9月、セグウェイ社オーナーのヘセルデンは、自宅があるウェスト・ヨークシャー州ボストンスパの森でx2を運転中、林道から約9メートル下のホウォーフ川に転落し、死亡した。
2015年4月、セグウェイ社は中国上海に拠点を置くXiaomi（小米科技）傘下の新興輸送ロボット企業「Ninebot Inc.」（ナインボット社）に買収された。

製造中止の発表
2020年6月、中国のNinebotは、セグウェイ PTの生産を7月15日に停止することを発表した。生産していたニューハンプシャーにある工場の従業員21人は解雇される。なお、親会社のNinebot（ナインボット社）にとっては全売上高にSegway PTが占める割合は1.5％である。
セグウェイは「個人が日常生活で近距離の移動に用いる」という用途では普及せず、空港の警備や観光ツアーなどといった業務向けの利用にとどまった。20年の歴史での累計販売台数は約14万台。製造中止の発表時にセグウェイ社の副社長Tony Ho（トニー・ホー）は「20年前は素晴らしいイノベーションだった。現代では少し時代遅れのようだ。」と語った。
発売当時の「新たな近距離の交通手段」については近年では、500ドル以下で購入できる電動スクーターが主役になりつつあるという。

## 構造と制御

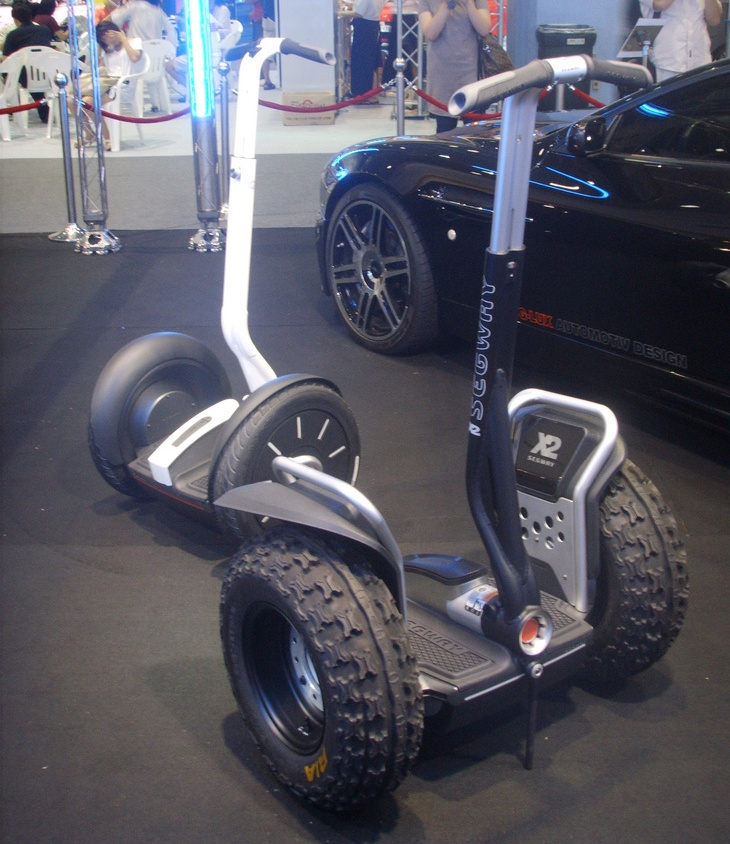
二色二種類のSegway PT

構造
平行に配置された2つの車輪、その間にわたされたプレート、プレートから上部に伸びたポールからなり、ポールの上端部はハンドルとなっている。搭乗者はプレートに立って操縦する。車輪はそれぞれがサーボモーターで駆動され、電力は本体底部のバッテリから供給される。バッテリは家庭用電源から充電される。

制御
内部のジャイロセンサーやエンコーダーによる姿勢情報等に基づいてマイクロコンピュータがモーターを制御する。
左右2輪の車輪だけで前後の支えがないものの、4〜5個のジャイロと2つの加速度センサ（＝傾斜センサ）が内蔵されており、コンピュータ制御、サーボモータによって、極めて人工的に自立安定させている。加速度センサは原則、シリコン・センシング・システムズ社 (SSS社) 製である。初代セグウェイは同社のものを5個使用。第2世代機にて一時期のみ他社製品が採用された事もある。現在はSSS製ジャイロを4個内蔵に変更。なおセグウェイ社は、このジャイロと加速度センサの組み合わせを「バランス・センサ・アセンブリ」と呼んでいる。
ハンドルバーにはアクセル（スロットル）もブレーキも無く、搭乗者の体重移動による直感的操作で前後進や速度調節を行う。そこがセグウェイの技術的な欠点でもあり、乗り手を乗せたまま、ふとしたきっかけで振り子のように揺れ始め次第に振幅が大きくなり転倒事故が起きることや、その他の状況でも転倒事故多発の原因ともなっている。

### 使用手順 (i2, x2)

#### 始動

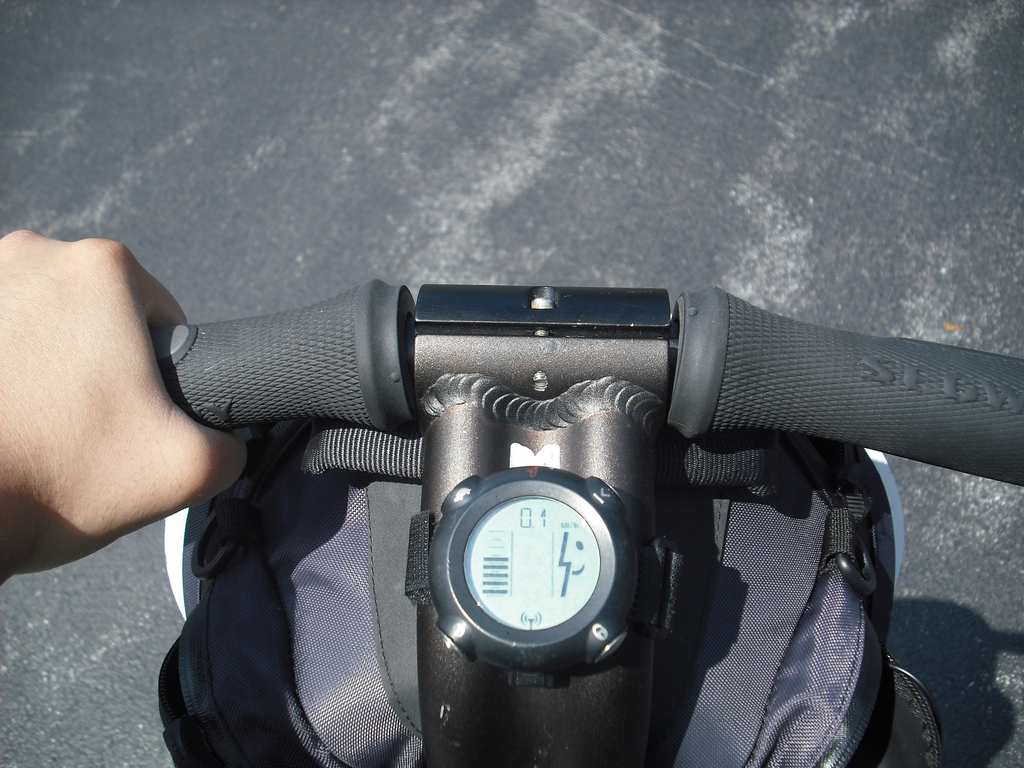
ハンドルバー手前に装着されたInfokey

セグウェイのハンドルの中央には、液晶画面を用いたストップウォッチのような「Infokey)」という装置があり、この装置の対角線上に4つのボタンがある。その左下のボタンを押すと電源が入り、バッテリー容量や亀のマークでの最高速度設定などが画面に表示される。
1. ハンドルを垂直に立てると足許にあるLEDが赤く点灯し、地面と平行では無いことを示す。その状態で足を乗せるとセグウェイ本体が一瞬振動し、搭乗不可という注意を出す。
2. ハンドルを操縦可能な位置に調整すると、足許のLEDが緑色に変化する。

以上で走行が可能となり、搭乗可能となる。

#### 操縦

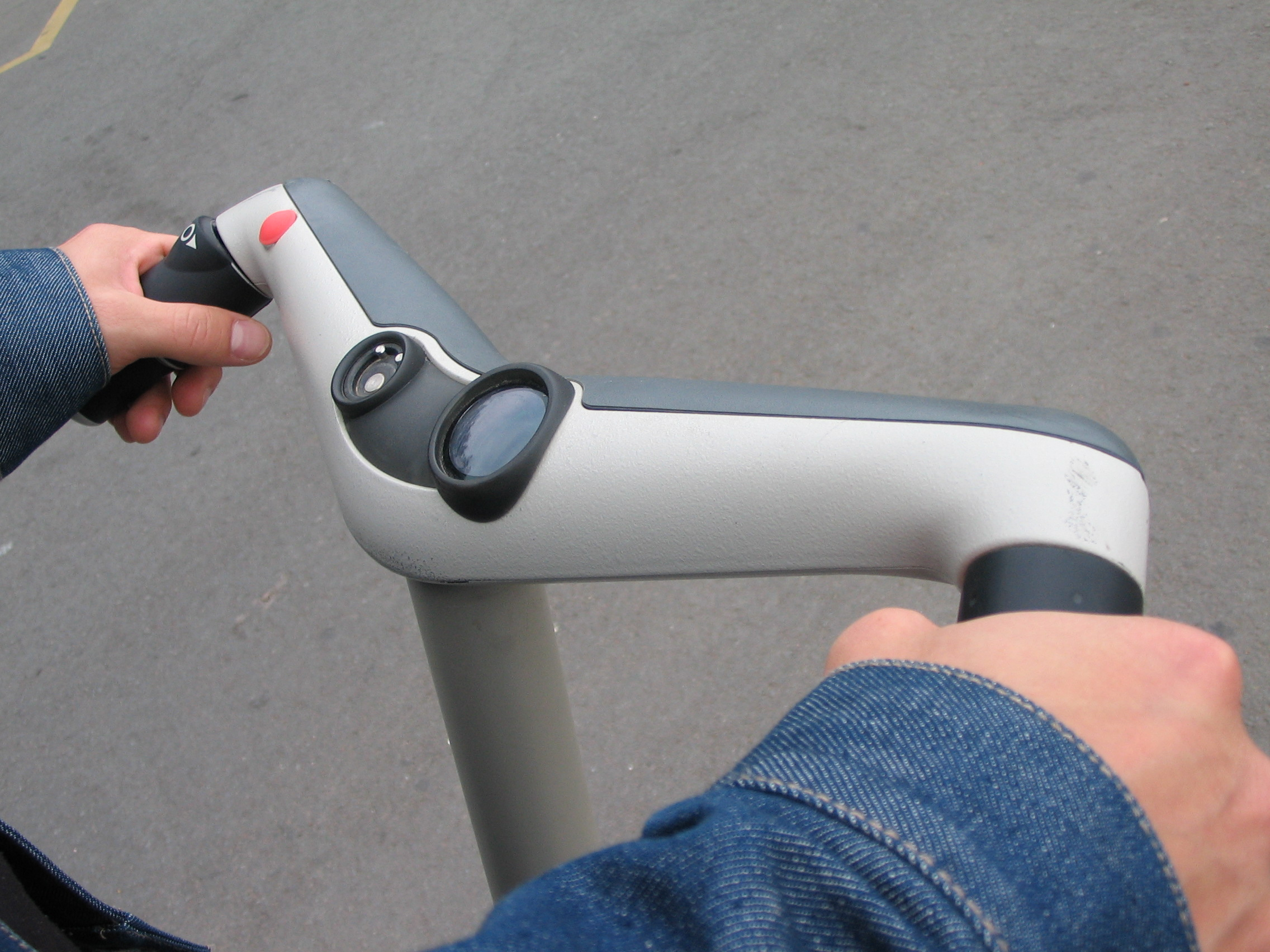
旧機種では左側のグリップ根元を回して操舵する

基本的にアクセルは無く、体重を前に置く、つまり前傾すると、前進する。ブレーキに該当する操作方法は、走行中に体の重心を足の土踏まずあたりに置き水平にする。同様に後退は後傾させる。
速度調整は、重心を体の前に押し出すと速度が上がり、徐々に体の中心に戻すと減速する。速度を出しすぎると一旦加速してスイングバックするように減速を導くため、自動的な急ブレーキは不可能である。電子鍵によりユーザーレベルを認識しレベルに応じた速度制限をつけている。その場で回転する時は、重心を体の中心に置きながら、ハンドルだけを左右に傾けるように操作する。

## モデル

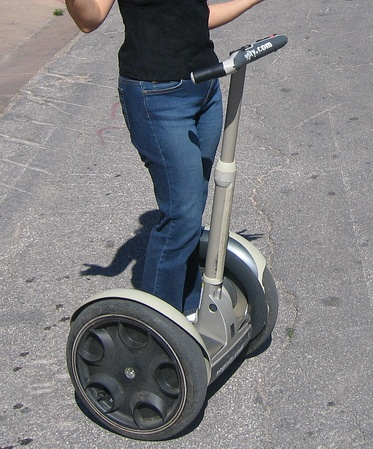
i
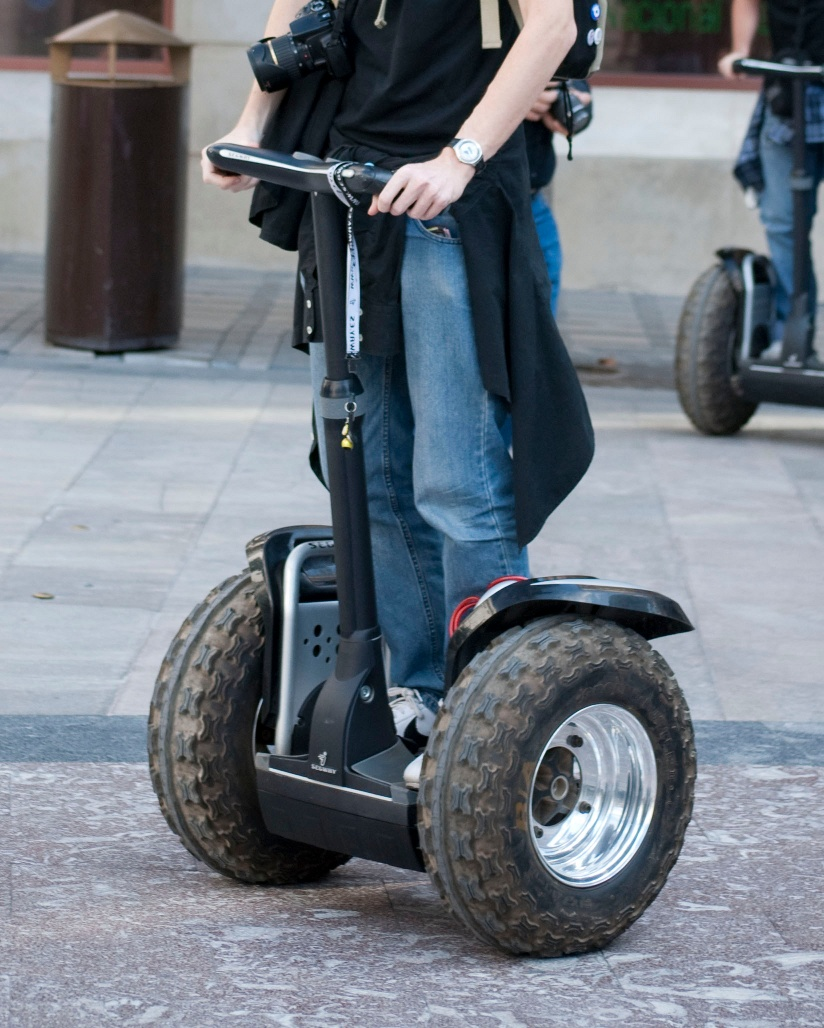
XT
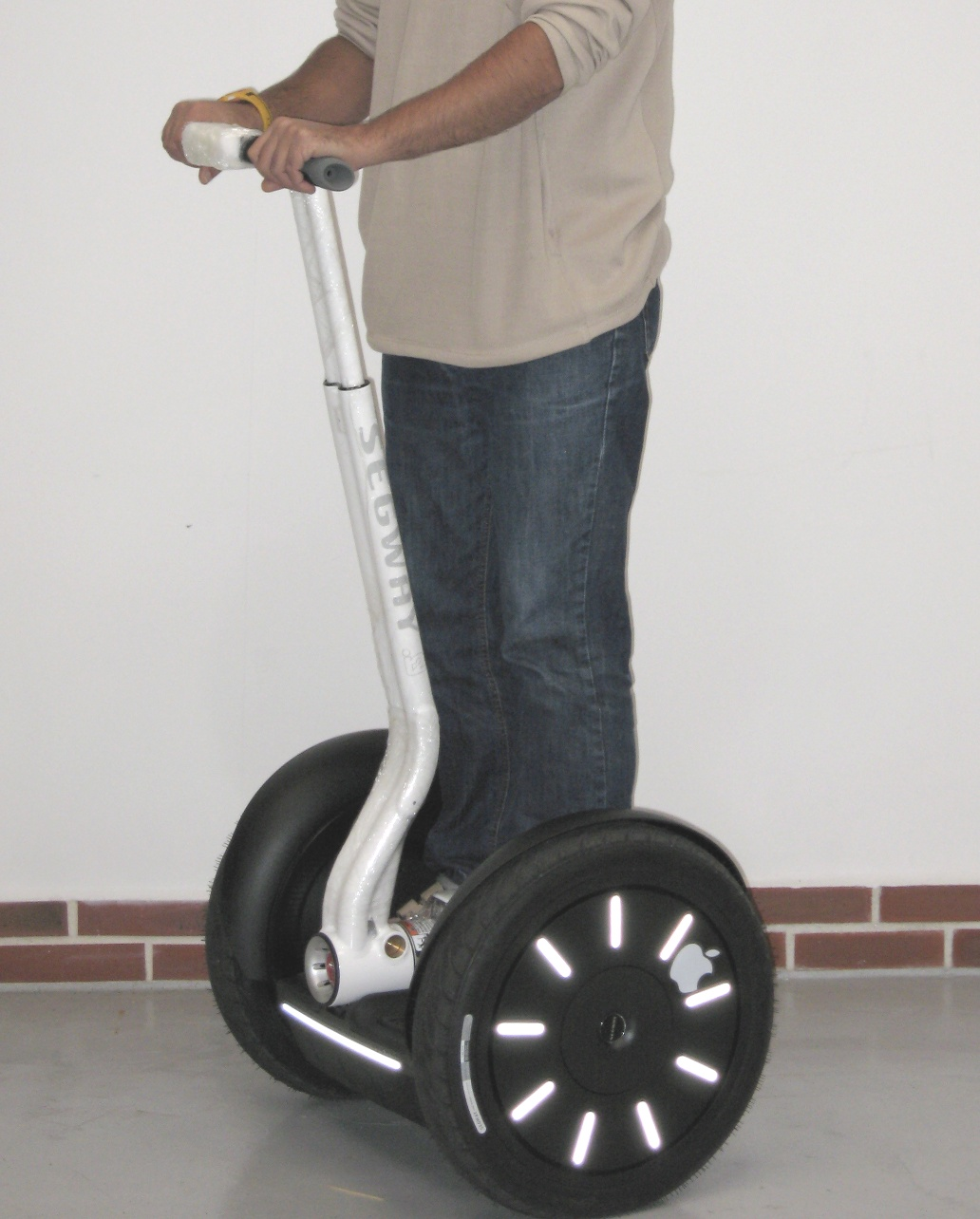
i2
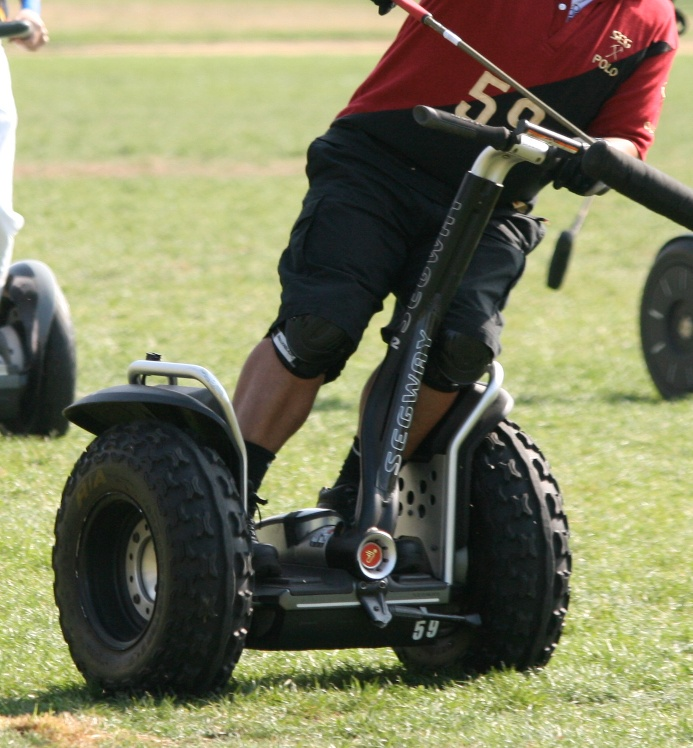
x2

### 第一世代（2001年12月 - 2006年9月）
Segway HT (Segway Human Transporter)
iシリーズ (i167, i170, i180)
標準タイプ。屋内外での利用が可能な汎用モデル。i180からはリチウムイオンバッテリー (Li-ion) を搭載可能。約8時間の充電で走行距離はニッケル水素バッテリー (Ni-MH) の約倍となる約40km、最大時速は20km。
pシリーズ (p133)
iシリーズを少し小型にしたタイプ。タイヤが小さく小回りが利くので屋内でも使用できる。
eシリーズ (e167)
法人向けに開発されたタイプ。使用するには特別なトレーニングを必要とする。荷物を載せるバッグと、人間が降りた際も立っている自動スタンド機能が付いている。
XT (Cross Terrain)
オフロードタイプ。車幅もあることから、不整地での利用に向く。車重・タイヤ摩擦係数・タイヤ径からプログラムが異なり、走行可能距離は19kmと他のモデルの半分程度。リチウムイオンバッテリを搭載。
GT (Golf Transporter)
i180がベースのゴルフタイプ。芝用タイヤ、キャディーバッグ搭載用ラックを備える。リチウムイオンバッテリを搭載。

### 第二世代（2006年9月 - ）
Segway PT (Segway Personal Transporter)
Segway HTから名称変更
i2（基本モデル、警備向けパッケージ、工場・物流向けパッケージ、一般業務向けパッケージ）
標準タイプ。第二世代のi2からより直感的な操作が可能なLeanSteerというステアリングシステムを搭載。体重の移動だけで左右への方向転換が出来るようになった。約8時間の充電で走行距離は約40km、最高時速は20km。
x2（基本モデル、屋外警備向けパッケージ、屋外業務向けパッケージ、ゴルフ向けパッケージ、芝用モデル）
オフロードタイプ、芝用タイプ。車幅があることから、不整地でも高い安定性能を誇る。車重・タイヤ摩擦係数・タイヤ径からプログラムが異なり、走行可能距離は19kmとi2の半分程度、最高時速は20km。

## 利用

### 観光客向けツアー

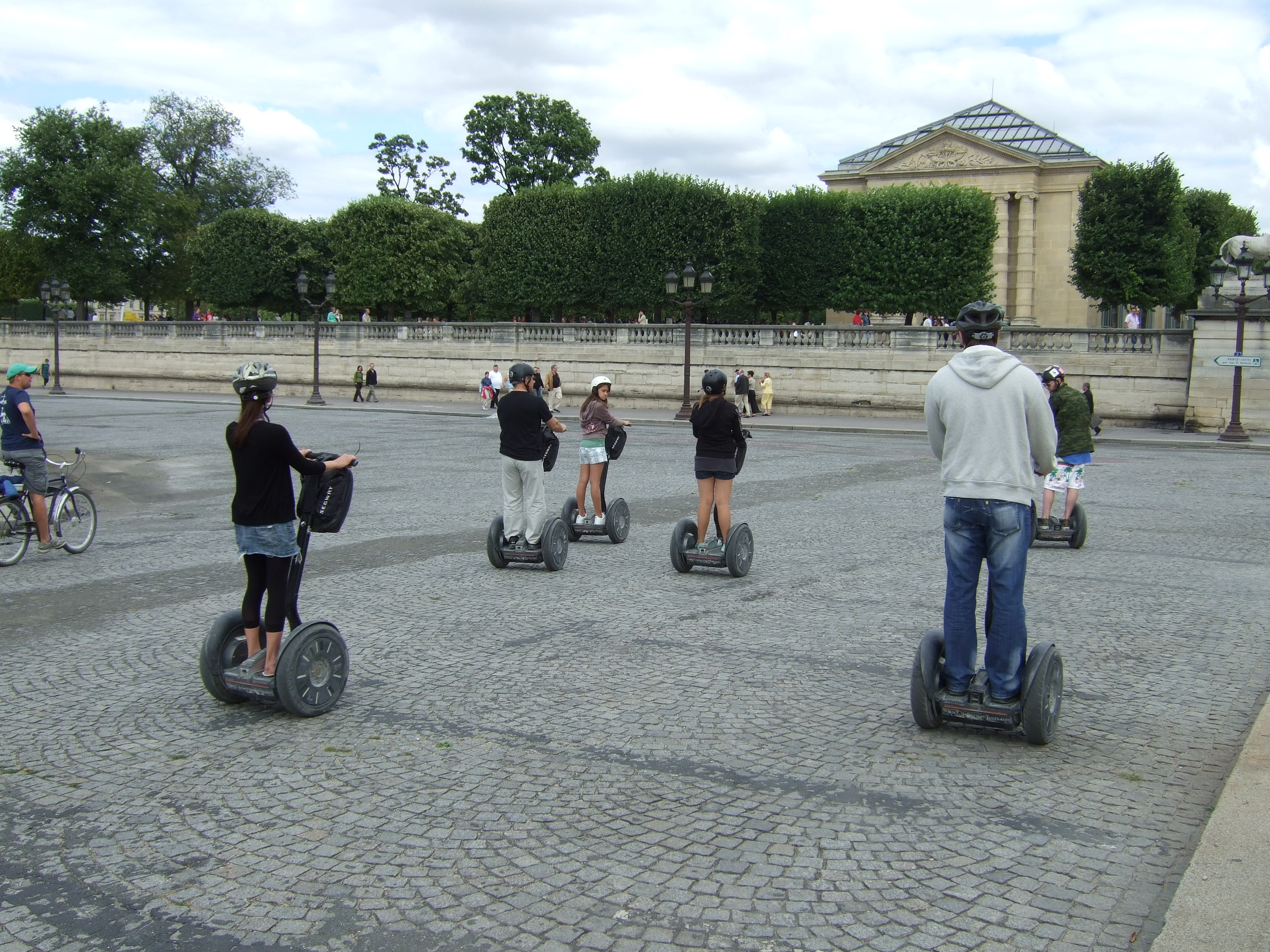
パリの観光客向けツアー

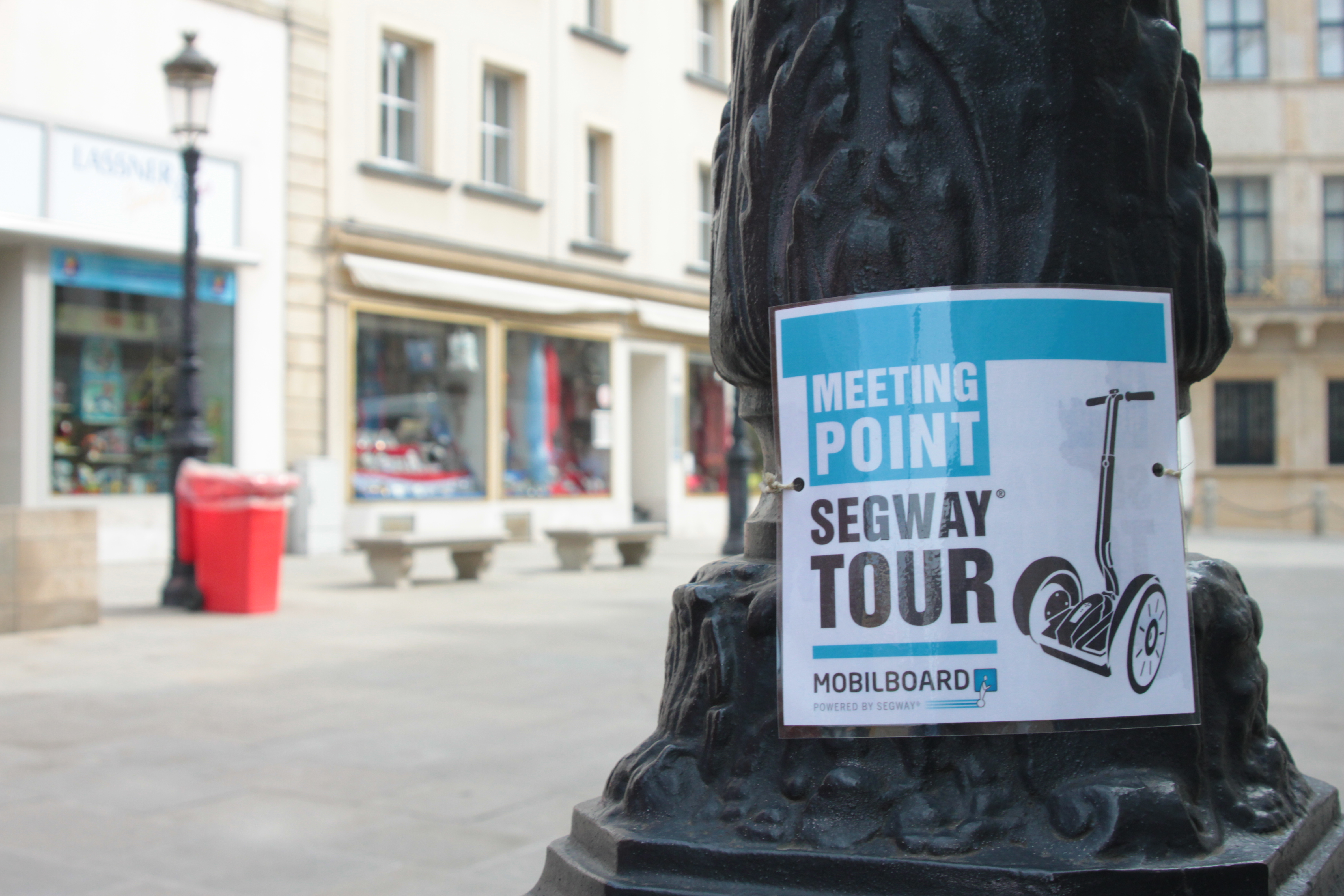
ルクセンブルクの観光客向けツアーの集合場所

#### ヨーロッパ
- ロンドン
- パリ
- ベルリン
- ウィーン
- ブダペスト
- ローマ
- ミラノ
- フィレンツェ
- アムステルダム
- コペンハーゲン
- ケルン

#### 北米
- ワシントンD.C.
- アトランタ
- シカゴ
- ポートランド (オレゴン州)
- サンフランシスコ
- ミネアポリス
- ハワイ（オアフ島）
- オンタリオ
- メキシコシティ

#### アジア
- バンコク
- シンガポール（セントーサ島）

### 公安用途
- 日本 - 2015年9月1日、警視庁が東京国際空港（羽田空港）の警備に導入。青色と赤色の警光灯を備えている[17]。
- 中国[18]

### 日本

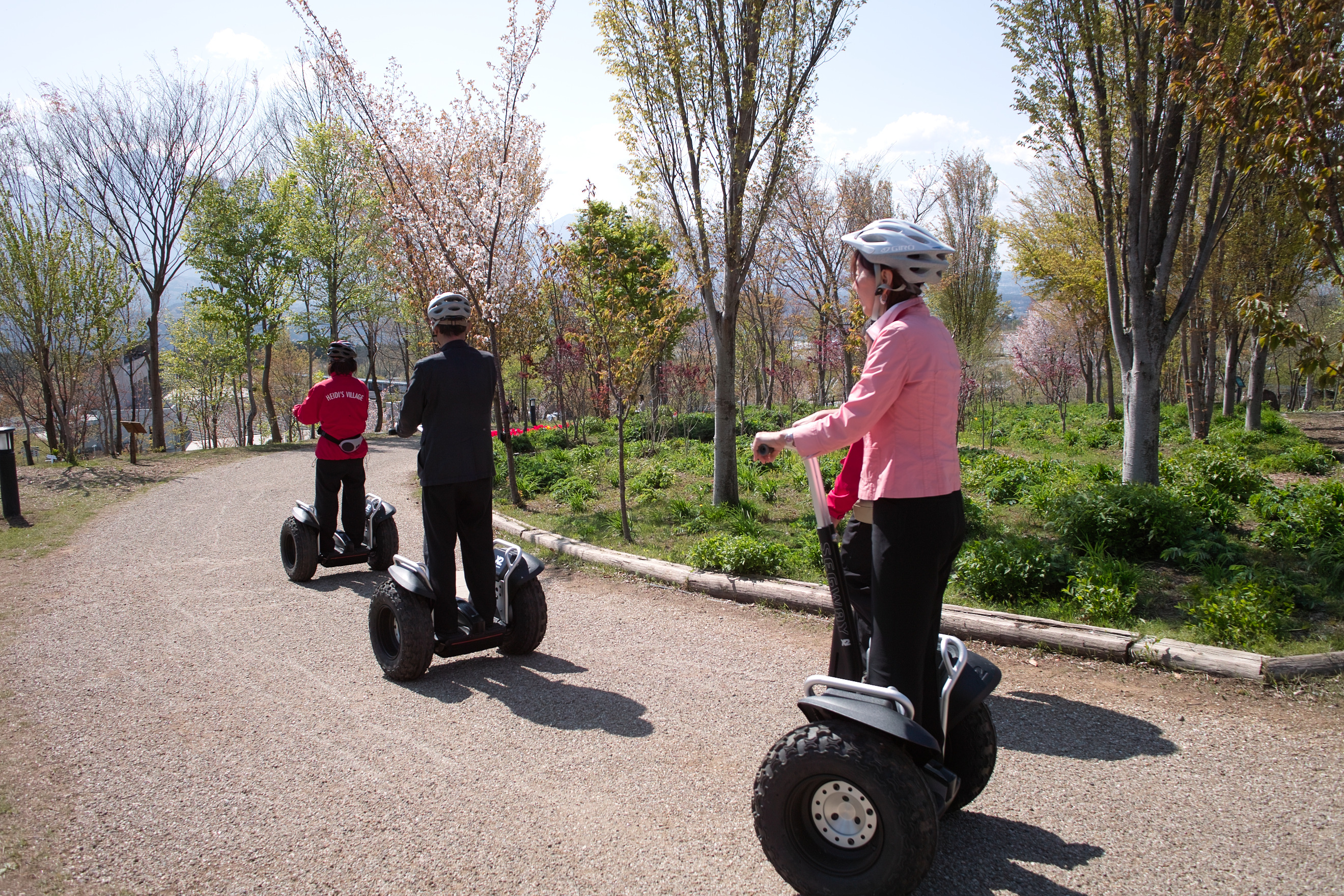
ハイジの村で行われているツアー

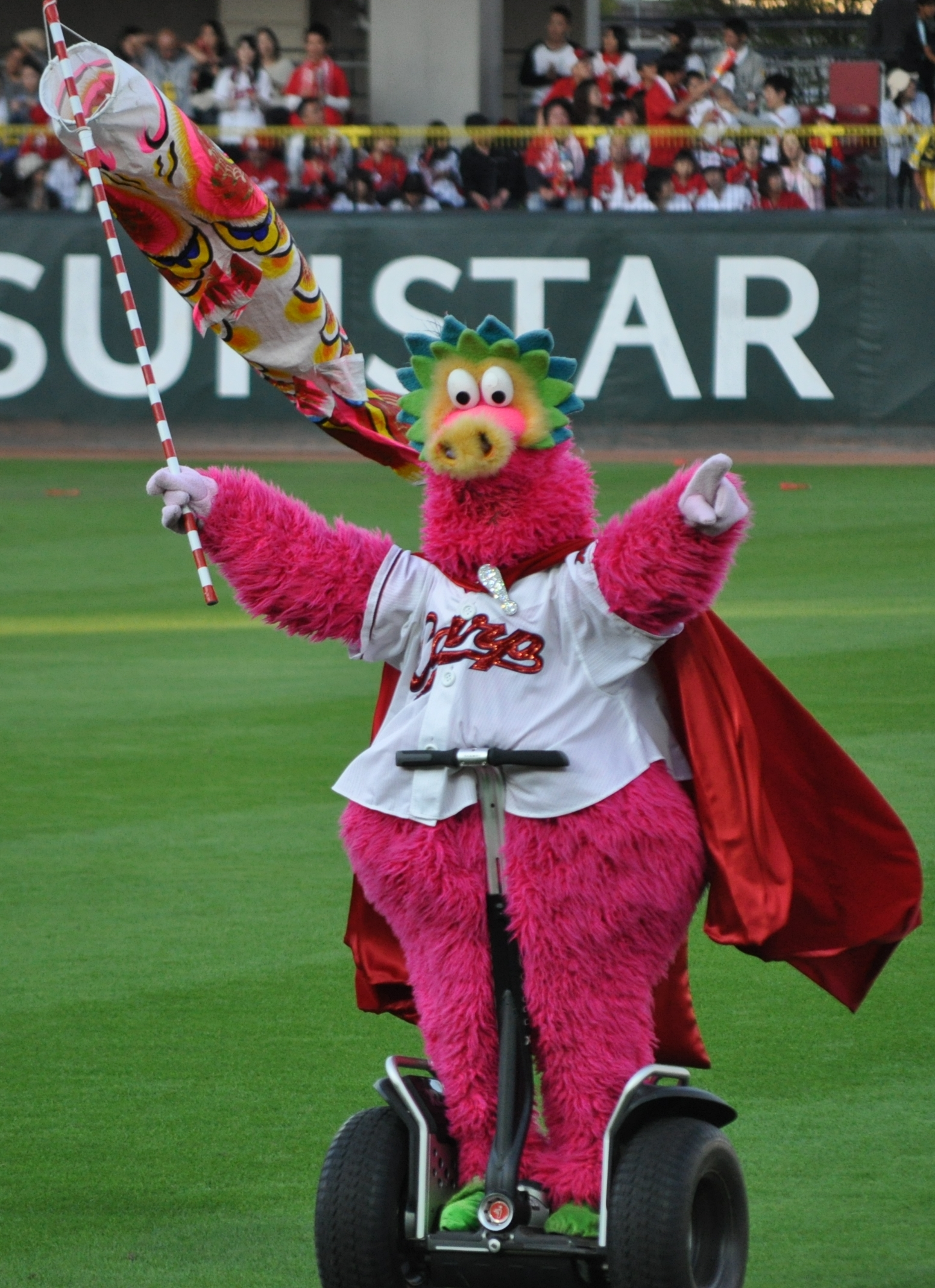
セグウェイに乗るプロ野球・広島東洋カープマスコットのスラィリー（2011年）

日本の道路交通法上では、後述するような「改造（改修）」をしていないものを公道で走行することは認められておらず、利用は私有地内に限られる。
2006年10月21日から日本SGIが国内正規総販売代理店として販売を開始。購入時には保険の加入、すべての搭乗者に対してインストラクターからの講習を徹底するなど、安全運用・管理に力を注いでいる。このような理由に加え、運用場所が制限されるために一般向け販売は見送られており、法人に対しての販売を前提としている。
2007年10月には東京国際展示場にて警備の実証実験が行われ、2008年10月には埼玉県越谷市のショッピングセンター・イオンレイクタウンで、また成田国際空港第一・第二旅客ターミナルで、ガイドや警備員の移動ツールとしても使用されるなど、大型施設での導入が進んだ。
2011年1月時点では、諸外国での実績と同様に、空港、コンベンションセンター、大学、駐車場などの施設での導入例が見られる。この背景には環境意識の変革や労働効率の向上に取り組む企業の増加が考えられている。
セグウェイジャパンから一般向けの販売は行われていないが、セグウェイを使った観光「セグウェイツアー（セグウェイガイドツアー）」やアトラクションで体験は可能で、セグウェイジャパンも情報を提供している。

#### 公道走行

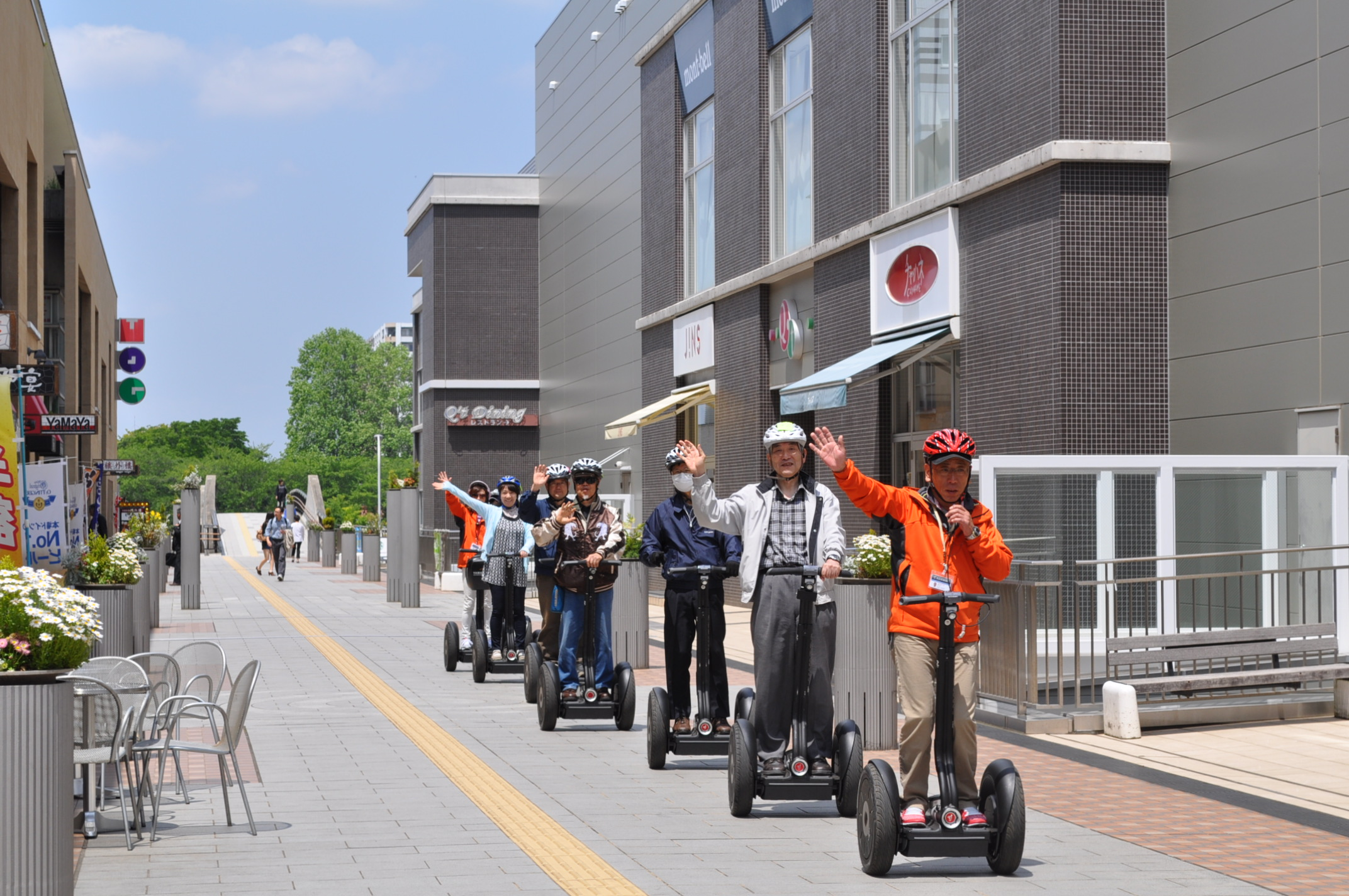
つくば市内の公道を走行するセグウェイ（つくば市提供、2014年）

2003年7月に東京・渋谷の路上にて「日本にセグウェイを取り締まる法律は無い」として無許可でセグウェイのイベントを行った業者が道路交通法違反（自賠責保険違反・整備不良）で2004年4月に略式起訴され罰金50万円の判決を受け、セグウェイ本体は証拠物件として10ヶ月以上にわたり押収された。警視庁による検証でモーター出力が0.6kWを超えていることが確認され、道路交通法上セグウェイは「原動機付自転車」ではなく「普通自動二輪車」であると判断された。
現行法では公道でこれら「自動車」が走行するためには、急制動できるブレーキや灯火装置などを装着して保安基準を満たし、車両登録を行ってナンバープレートを取得することが必要となる。しかしセグウェイにブレーキを取り付けて車輪を止めると転倒してしまうことから、現時点では保安基準を満たすことには無理があり、公道での走行は不可能とされた。2005年に陸運局でセグウェイの車両登録を尋ねた例では、保安部品の装備でナンバーの発行は不可能ではないといわれながらも、実際の登録には難色を示された模様。2010年に国土交通省へ問い合わせた例でも、保安部品がないことが公道禁止の理由とされている。
2005年11月11日、関西文化学術研究都市（奈良県生駒市）で実施された、奈良先端科学技術大学院大学らによる無線LANの電波強度マップの作成実験の際に、ロボット特区を活用し警察の許可を得た上で、日本で初めてセグウェイを公道で利用した。
2008年11月20日、千葉県柏市で行われた交通イベント「柏の葉モビリティフォーラム」にて、柏の葉キャンパス駅前から千葉大学柏の葉キャンパス間の歩道約300メートルを、警察の許可を得た上で一般の来場者がセグウェイを体験した。
2009年5月に新たな国内総代理店となったセグウェイジャパンは、歩道通行へ向けて横浜市へ特区申請を働きかける考えを明かした。
2011年1月、茨城県つくば市が『搭乗型移動ロボット（人が乗って走行するロボット）』の実証実験特区（つくばモビリティロボット実験特区）の認定を内閣府から受け、同年10月3日から公道での通勤実験が開始された。2012年2月9日には観光ツアーの社会実験として、つくばエキスポセンターなど市内の観光名所を約9キロメートルにわたって巡る企画が実施されている。なおこの実験によりつくば市内でセグウェイに乗るためには、16歳以上で普通自動車免許か普通または大型の自動二輪車免許を所持していることが必須条件となっている。またセグウェイツアーと称し、一般市民公募型の実証実験を毎月行っているが、競争率は10倍と高く、人気の高さを数字が物語っている。
2015年7月、道路運送車両法の施行規則などの改正 により、セグウェイは正式に「歩道等移動専用自動車」として小型特殊自動車に分類され、公道走行実験エリアの対象が全国に拡大された。各地の運輸局と警察署で申請が受理される必要があるが、承認されれば、これにより全国の各地でセグウェイの公道走行実験が可能となる。

## その他
- 日本の大学でも1986年頃からセグウェイと同様の乗り物を研究しており、1987年に特許を出願（特願昭62-142013）、1996年に特許を取得している（特許2530652「同軸二輪車における姿勢制御方法」）[38]。
- セグウェイと競合する他社製品も登場しており、日本では歩行補助車の要件に収めた試作車が作られている。（パーソナルモビリティ参照）
- ホンダでは1989年のアイデアコンテストと称する社内イベントにて、「左右一対のタイヤが付いたボードから自転車のようなハンドルバーが生えている」という、セグウェイに酷似したスタイルのパーソナルモビリティが登場していたとされている[39]。

## 年表
2000年
- 1月 - メディアが一斉に、「ジンジャー」のコードネームとともに『正体不明の新発明』と報道。

2001年
- 12月3日 - セグウェイの製品版を発表。デモンストレーションを行う。

2002年
- 2月 - 米アマゾンで限定3台のチャリティーオークションを実施。落札価格は10万ドル以上になり、全額をディーン・ケーメンが科学技術発展のために設立した非営利団体『FIRST』に寄付された。
- 11月 - 米アマゾンで翌3月に初出荷となる製品の予約を開始。

2003年
- 4月 - 公式サイト、米アマゾンで一般販売を開始。

2004年
- 10月 - セグウェイに前輪を加えて全地形対応車風の四輪車にした『Centaur』をコンセプトカーとして発表。
- 11月 - ジョシュ・コルドウェルがシアトルからボストンまでセグウェイで101日かけて全米横断する。走行距離は約4,000マイル、充電回数は400回を超えたが大きな故障をすることはなかったという。2006年にこの横断の模様を記録した映画『10MPH』をリリースし、イーストランシング映画祭でベストドキュメンタリー賞を受賞。

2005年
- 3月 - リチウムイオンバッテリーを従来の2倍にした『i180』を発表。
  - この新型バッテリーを搭載した不整地仕様車『Segway XT』が登場。

- 11月 - ブッシュ大統領が小泉首相にセグウェイをプレゼントする。

2006年
- 9月
  - フルモデルチェンジ。第2世代機のSegway PT i2、x2を発表。
  - 全世界で発売された2万3500台をリコール。

- 10月 - 日本SGIが日本国内総販売代理店として法人向けに日本国内販売を開始。

2007年
- 6月 - キヤノンマーケティングジャパンが正規販売代理店として販売を開始。
- 9月 - GMとがエコカーで協力し、2台のセグウェイ搭載可能なコンセプトカー『Opel Flextreme』をフランクフルトモーターショーにて披露。

2009年
- 4月
  - GMとSegwayは2人乗りの電動二輪車『Project P.U.M.A. (Personal Urban Mobility and Accessibility)』を共同開発していると発表。
  - 日本国内のセグウェイ総代理店業務が日本SGIからセグウェイジャパン株式会社へ移管。

2013年
- 2月 - セグウェイ社が投資会社『Summit Strategic Investments』に買収される。

2015年
- 4月 - セグウェイ社が中国の輸送ロボット会社『Ninebot Inc.』に売却される。

2020年
- 6月 - セグウェイが7月15日をもって生産終了することが報道された。